# Mesoplia pilicrus
Mesoplia pilicrus là một loài Hymenoptera trong họ Apidae. Loài này được Friese mô tả khoa học năm 1902.